# Piotr Gortchakov
Pour les autres membres de la famille, voir famille Gortchakov.
Le Prince Piotr Dmitrievitch Gortchakov (en russe : Пётр Дмитриевич Горчаков ; 1789–1868) était un membre de la noblesse russe. 

## Biographie
Il servit sous les ordres de Mikhaïl Kamenski et Mikhaïl Koutouzov lors de la Guerre russo-turque de 1806-1812, puis plus tard contre la France en 1813–1814. En 1820, il réprima une insurrection dans le Caucase, ce qui lui valut d'être promu au rang de général de division. En 1828–1829, il se battit sous les ordres du Prince Peter Wittgenstein contre les Turcs, et remporta une bataille à Aidos. Il signa le traité de paix à Adrianople. En 1839, il fut nommé gouverneur de la Sibérie orientale. Il prit sa retraite en 1851.
Quand la Guerre de Crimée débuta, il offrit ses services à l'empereur Nicolas Ier, qui le nomma général du VIe corps d'armée en Crimée. Il commanda ce corps aux batailles de l'Alma et d'Inkerman. Il prit sa retraite définitive en 1855 et mourut à Moscou, le 18 mars 1868.